# Guápulo

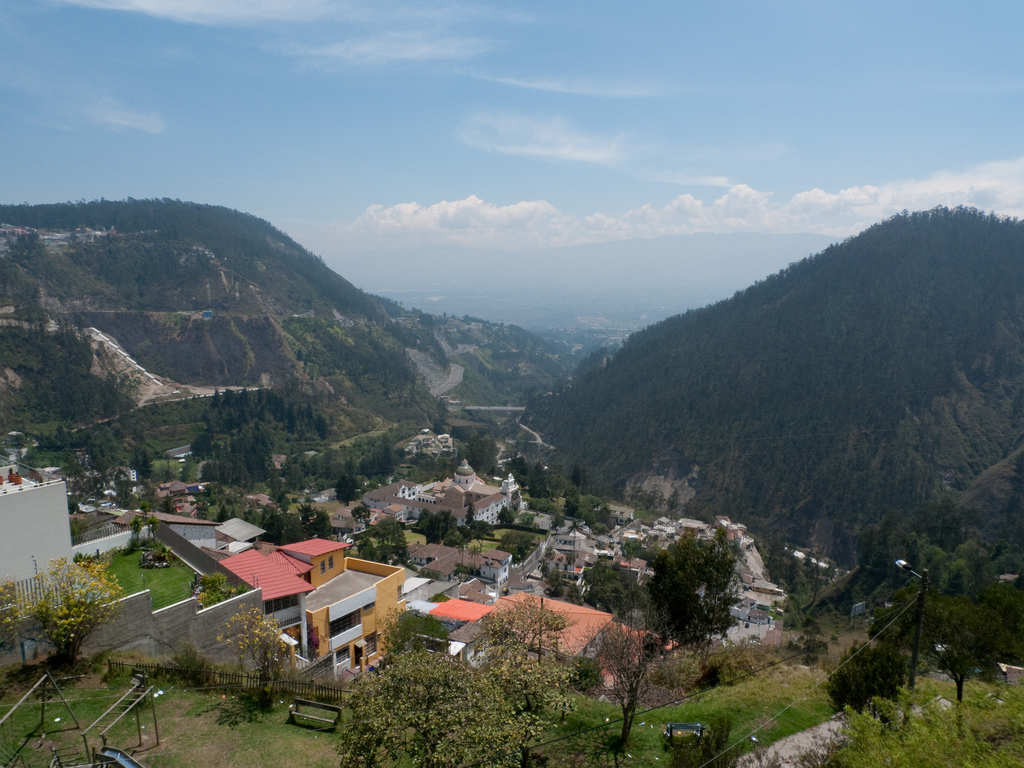
Blick über Guápulo

Guápulo ist ein Barrio (Stadtbezirk) der ecuadorianischen Hauptstadt Quito. Er ist identisch mit einem Wahlbezirk (parroquia electional urbana). Die Gemeinde wurde als Ergebnis politischer Wahlen im Oktober 2004 gegründet, als die Stadt Quito in 19 städtische Wahlbezirke aufgeteilt wurde.
Im Stadtbezirk führt eine Straße an einem Hang hinunter zum Zentrum. Charakteristisch sind die engen und verwinkelten Straßen. Die im 17. Jahrhundert errichtete Kirche von Guápulo mit einem zugehörigen Kloster stellt das bedeutendste Bauwerk dar. Guápulo ist zudem bekannt für seine alternative Kunst- und Kulturszene. Jährlich findet im September das Straßenfest Fiesta de Guápulo statt.

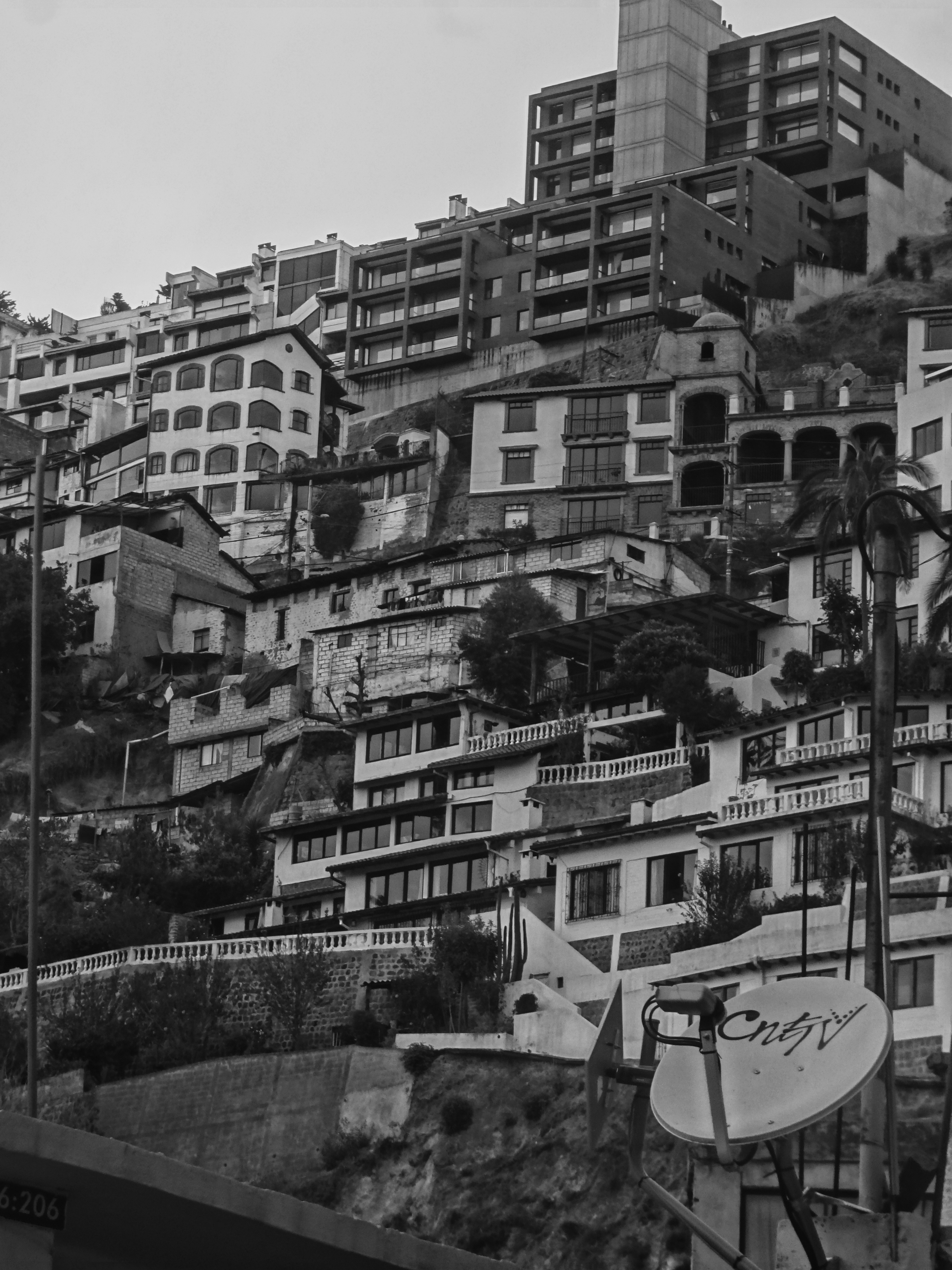
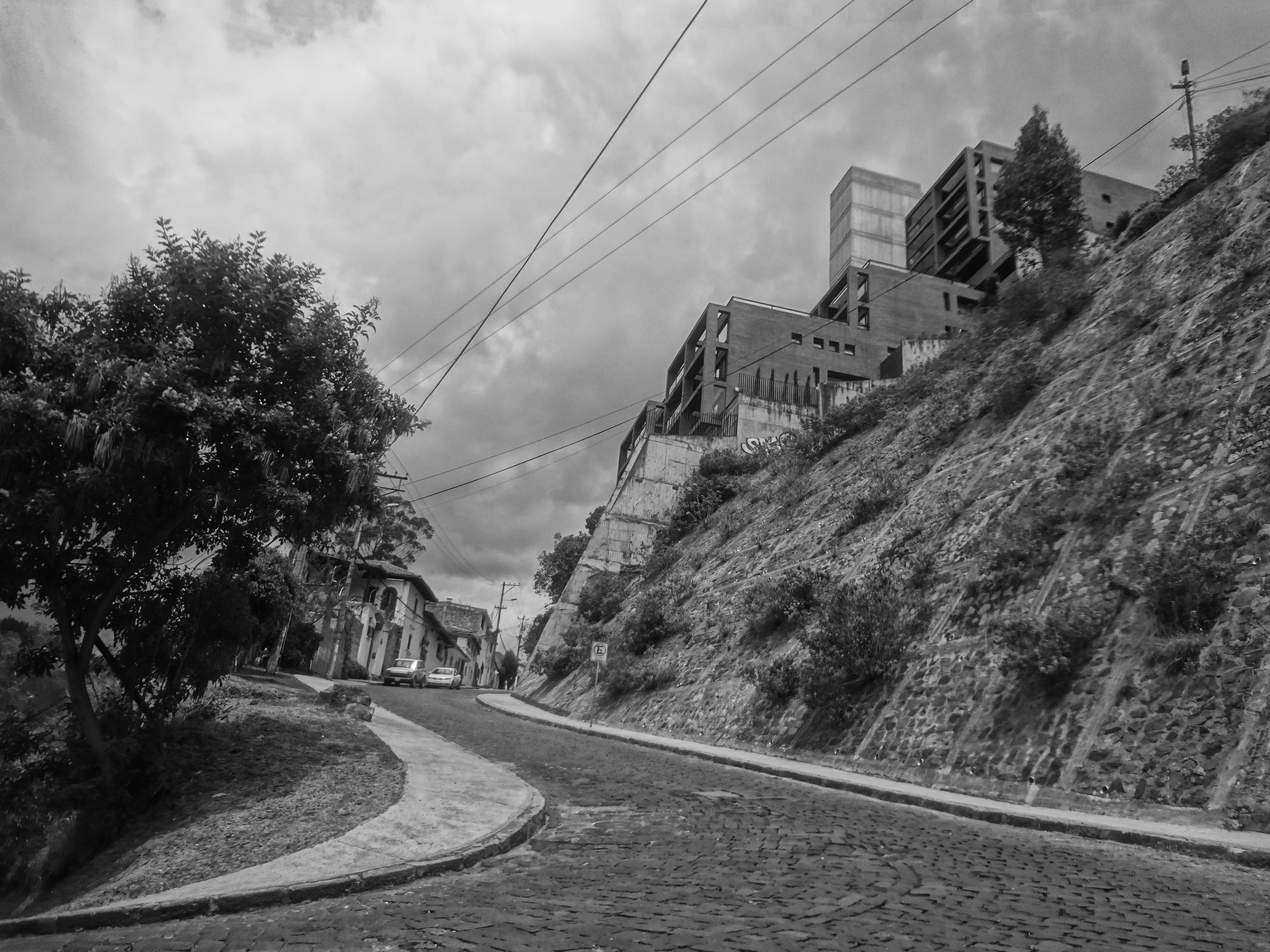